# Open Angers Arena Loire 2022 - Doppio
Tereza Mihalíková e Greet Minnen erano le campionesse in carica, ma hanno deciso di non prendere parte a questa edizione del torneo.
In finale Alycia Parks e Zhang Shuai hanno sconfitto Miriam Kolodziejová e Markéta Vondroušová con il punteggio di 6-2, 6-2.

## Teste di serie
1. Alycia Parks /  Zhang Shuai (Campionesse)

1. Natela Dzalamidze /  Aleksandra Panova (semifinale)

## Wildcard
1. Magali Kempen /  Elixane Lechemia (quarti di finale)

## Tabellone

### Legenda
| - Q = Qualificato - WC = Wild card - LL = Lucky loser | - ALT = Alternate - SE = Special Exempt - PR = Protected Ranking | - w/o = Walkover - r = Ritirato - d = Squalificato |

|  | Quarti di finale | Quarti di finale             | Quarti di finale             | Quarti di finale | Quarti di finale |  |  | Semifinali | Semifinali                   | Semifinali                   | Semifinali                              | Semifinali                              |   |   | Finale | Finale                   | Finale                   | Finale | Finale |  |
|  |                  |                              |                              |                  |                  |  |  |            |                              |                              |                                         |                                         |   |   |        |                          |                          |        |        |  |
|  | 1                | A Parks S Zhang              | A Parks S Zhang              | 6                | 6                |  |  |            |                              |                              |                                         |                                         |   |   |        |                          |                          |        |        |  |
|  |                  | A Dețiuc O Kalašnikova       | A Dețiuc O Kalašnikova       | 3                | 2                |  |  | 1          | A Parks S Zhang              | A Parks S Zhang              | A Parks S Zhang                         | w/o                                     |   |   |        |                          |                          |        |        |  |
|  |                  | V Heisen M Niculescu         | V Heisen M Niculescu         | 6                | 6                |  |  |            | V Heisen M Niculescu         | V Heisen M Niculescu         | V Heisen M Niculescu                    |                                         |   |   |        |                          |                          |        |        |  |
|  |                  | N Kičenok K Zimmermann       | N Kičenok K Zimmermann       | 4                | 3                |  |  |            |                              |                              |                                         |                                         |   |   | 1      | Alycia Parks Zhang Shuai | Alycia Parks Zhang Shuai | 6      | 6      |  |
|  |                  | M Kolodziejová M Vondroušová | M Kolodziejová M Vondroušová | 6                | 6                |  |  |            |                              |                              | Miriam Kolodziejová Markéta Vondroušová | Miriam Kolodziejová Markéta Vondroušová | 2 | 2 |        |                          |                          |        |        |  |
|  | WC               | M Kempen E Lechemia          | M Kempen E Lechemia          | 3                | 4                |  |  |            | M Kolodziejová M Vondroušová | M Kolodziejová M Vondroušová | 6                                       | 6                                       |   |   |        |                          |                          |        |        |  |
|  |                  | J Ponchet R Voráčová         | J Ponchet R Voráčová         | 6                | 5                |  |  | 2          | N Dzalamidze A Panova        | N Dzalamidze A Panova        | 3                                       | 4                                       |   |   |        |                          |                          |        |        |  |
|  | 2                | N Dzalamidze A Panova        | N Dzalamidze A Panova        | 7                | 7                |  |  |            |                              |                              |                                         |                                         |   |   |        |                          |                          |        |        |  |